# Wendelstein, Mittelfranken
Wendelstein är en köping (Markt) i Landkreis Roth i Regierungsbezirk Mittelfranken i förbundslandet Bayern i Tyskland.